# Coronel Oviedo
Coronel Oviedo, conocida simplemente como Oviedo, es una ciudad ubicada en el centro de la Región Oriental del Paraguay. Es la capital del departamento de Caaguazú y está situada a 132 km de la capital del país —Asunción—, conectada por la Ruta PY02. Su ubicación permite ser nexo de varias rutas que llevan a los cuatro puntos cardinales del país. Es una ciudad muy rica en cultura que cuenta con instituciones como la Orquesta Filarmónica Ovetense así como el excelente funcionamiento de la Sociedad Cultural de Coronel Oviedo, compuesta por jóvenes que se encargan de desarrollar la cultura en las áreas de audiovisuales, música y literatura.

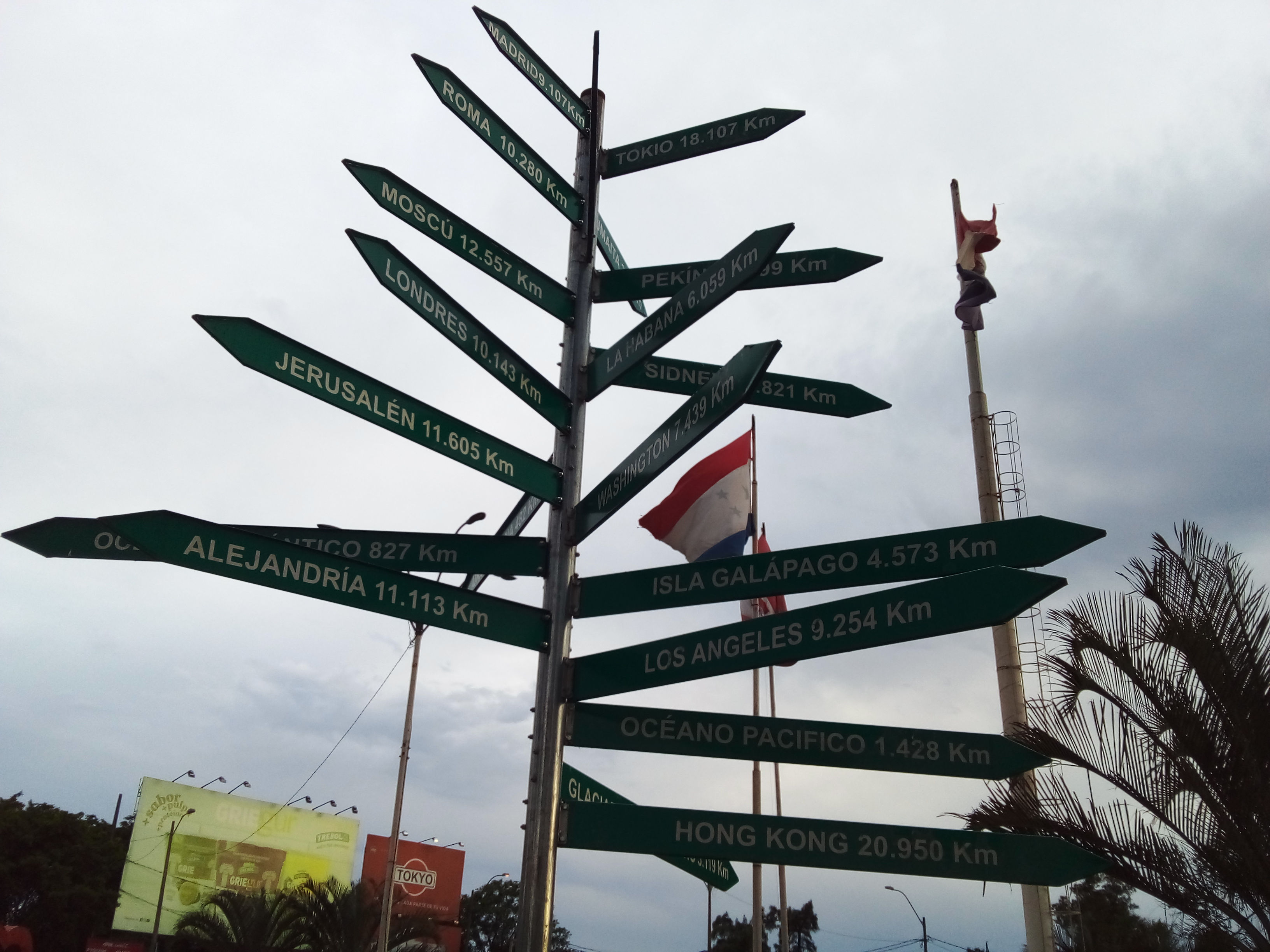
Placas de distancias desde Coronel Oviedo, en los empalmes de las rutas PY02 y PY08.

La ubicación estratégica del distrito lo convierte en el epicentro y punto de partida hacia las importantes carreteras del país y por el cruce de la ciudad se puede ir en dirección a Asunción, Ciudad del Este, Encarnación, Villarrica, Pedro Juan Caballero. Es sede de uno de los festejos más importantes como el Gran Festival de Ajos, que se realiza cada año y donde se presentan varias agrupaciones de música tradicional, solistas y grupos de ballet folclórico, ofreciendo un show muy atractivo para los visitantes en los días que dura la semana cultural. También posee establecimientos de turismo rural muy importantes para los turistas como la Estancia Don Emilio, la Granja Ecoturística Yvambopí o la Granja Alte Liebe, que son sitios de intereses naturales y de tareas rurales.
En el ámbito cultural, cuenta con la Orquesta Filarmónica Ovetense, que participa en los seminarios de Sonidos de La Tierra, con la dirección del músico y maestro Luis Szarán en compañía de muchos jóvenes. La orquesta cuenta con diferentes gamas en términos de instumentación, tales como instrumentos de cuerda, violín y contrabajo. Además se mantiene en funcionamiento desde hace varios años de la Sociedad Cultural de Coronel Oviedo, una organización de jóvenes dedicados al Arte Audiovisual, y que han puesto a Coronel Oviedo entre las principales ciudades dedicadas al cine en Paraguay, con aclamados cortometrajes y largometrajes como Latas Vacías.

## Historia

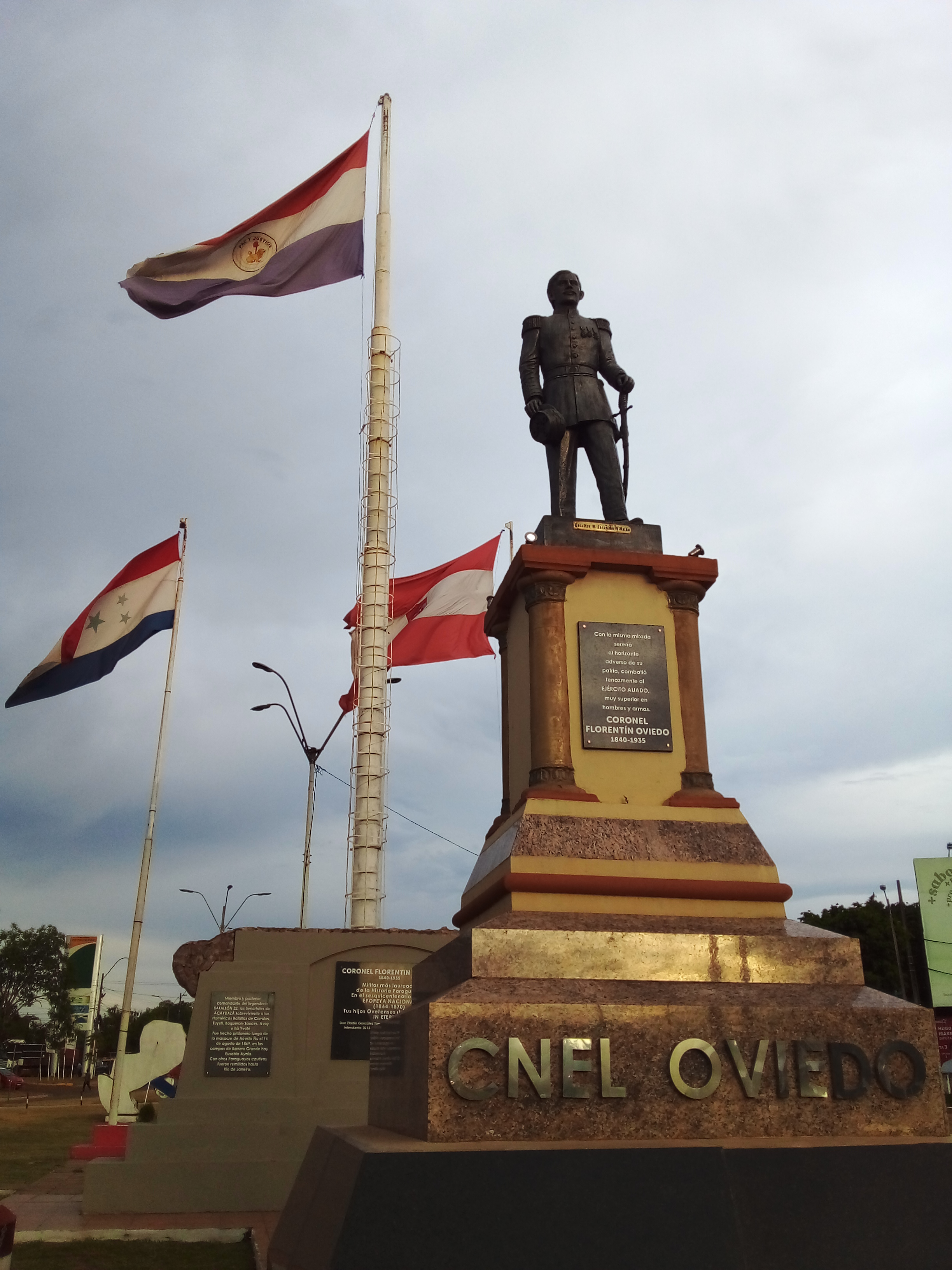
Monumento al Coronel Florentín Oviedo, cuyo nombre le fue dado a la ciudad.

Fue fundada en 1758 bajo el nombre Nuestra Señora del Rosario de Ajos. Fue fundada por el español Jaime Sanjust. El cultivo y exportación de tabaco negro a España era el principal motor para fijar la fundación de la villa y afianzar la colonización hacia norte. En 1931, el gobierno nacional de la presidencia de José Patricio Guggiari decretó cambiar el nombre de la ciudad a Coronel Oviedo, en homenaje al Coronel Florentín Oviedo, héroe de la Guerra de la Triple Alianza. Oviedo nació en Villarrica en 1840. Terminada la guerra, fijó su residencia en Ajos, donde vivió hasta su fallecimiento en 1935. 
En 1961 se inició en el Paraguay el "Plan Nacional Camino a la Cordillera", más tarde llamado «Marcha hacia el Este», con la pavimentación de una ruta que enlazara Asunción y Coronel Oviedo, hasta alcanzar más tarde Ciudad del Este para apoyar la ocupación de tierras agrícolas. Esto permitió darle la pujanza debido a la ubicación estratégica, congregada por todas las rutas. Esta política facilitó la puesta en producción de miles de hectáreas en todo el departamento. A su vez, de Coronel Oviedo parte el eje norte de la colonización favoreciendo su posición regional.
La antigua Ajos, hoy Coronel Oviedo, fue cuna que a la vez acogió a prestigiosas personalidades del país, entre los que destacan la primera jurista y feminista nacional, además de primera doctora en leyes Serafina Dávalos; y los artistas como Remberto Giménez (creador de la música del Himno Nacional Paraguayo), el creador de cuentos y narrativas Mario Halley Mora, Juan Ángel Benítez, Ramón Mendoza, Cayo Sila Godoy, Manuel Romero Villasanti; los primeros maestros paraguayos como Valerio Escalada y sus hijas Wenceslaa y Emiliana Escalada; emprendedores como Óscar Paats, Juan Sommers y Blas Eduardo Villalba.

## Geografía
Al norte limita con los distritos de La Pastora, Carayaó y Tres Corrales, al este con el distrito de Caaguazú, al sur con los distritos de Capitán Mauricio José Troche, Doctor Botrell, Yataity del Guairá, Félix Pérez Cardozo y Coronel Martínez, al oeste limita con los distritos de San José de los Arroyos y Nueva Londres.

### Orografía
La región se caracteriza por un suelo que alrededor de un 65% de las tierras se componen de areniscas y basaltos y en su mayor proporción son aptas para la agricultura. El 35% restante corresponde a serranías y terrenos planos, con praderas de excelentes pastajes para la ganadería.

### Hidrografía
En el Departamento de Caaguazú los cursos de agua se agrupan según sus vertientes. A la del Río Paraguay pertenecen el Río Tebicuary Mí y los arroyos Tapiracuai, Mbutuy, Hondo, Tobatiry y sus afluentes. Los del Río Paraná comprende: los ríos Acaray, Monday, Yguazú, Capiibary y Guyraunguá.

### Clima
Predomina el clima templado. Su temperatura máxima asciende a 42 °C en verano y baja hasta cerca de 0 °C en invierno. Debido a su clima se caracteriza como una de las mejores zonas para la agricultura.

## Demografía
Según estimaciones, Coronel Oviedo cuenta con una población de 187.517 habitantes.

### Barrios
Coronel Oviedo está conformada por 92 barrios y compañías en total, de los cuales 26 están en la zona rural y 66 en la zona urbana.
| Barrios de Coronel Oviedo | Barrios de Coronel Oviedo | Barrios de Coronel Oviedo | Barrios de Coronel Oviedo | Barrios de Coronel Oviedo | Barrios de Coronel Oviedo | Barrios de Coronel Oviedo | Barrios de Coronel Oviedo |
| N.º                       | Barrio                    | N.º                       | Barrio                    | N.º                       | Barrio                    | N.º                       | Barrio                    |
| ------------------------- | ------------------------- | ------------------------- | ------------------------- | ------------------------- | ------------------------- | ------------------------- | ------------------------- |
| 1                         | Santa Lucía               | 24                        | Maristas                  | 47                        | Ycuá Porá                 | 70                        | Isla Pa’u                 |
| 2                         | Costa Alegre              | 25                        | El Paraíso                | 48                        | Leiva                     | 71                        | Potrero Oculto            |
| 3                         | Capitán Roa               | 26                        | La Victoria               | 49                        | Calle Arena               | 72                        | Juguá Guazú               |
| 4                         | Centro                    | 27                        | Niño Jesús                | 50                        | Calle Duarte              | 73                        | Santa María               |
| 5                         | Bernardino Caballero      | 28                        | Villa del Maestro         | 51                        | Calle Cangal              | 74                        | Caraguataymí              |
| 6                         | Ka’aguy Rory              | 29                        | Villa Moreira             | 52                        | Ñuruguá                   | 75                        | Calle Moreira             |
| 7                         | San Roque                 | 30                        | Balcón Ovetense           | 53                        | Curucaú                   | 76                        | Aguapey                   |
| 8                         | Esperanza                 | 31                        | San Rafael                | 54                        | Potrerito - San Roque     | 77                        | Santa Librada             |
| 9                         | Sagrado Corazón           | 32                        | 12 de junio               | 55                        | Calle Arroz               | 78                        | Kaita                     |
| 10                        | San Isidro                | 33                        | San Miguel                | 56                        | Calle Itacurubí           | 79                        | Arroyo Morotí             |
| 11                        | Universitario             | 34                        | Primero de marzo          | 57                        | Plácido                   | 80                        | Blas Garay I              |
| 12                        | San Luis                  | 35                        | Primero de mayo           | 58                        | Olegario                  | 81                        | Blas Garay II             |
| 13                        | Juan Latín                | 36                        | Potrerito                 | 59                        | Pindoty                   | 82                        | Calle San Pedro           |
| 14                        | José Alfonso Godoy        | 37                        | Jukyty                    | 60                        | Potrero Cercado           | 83                        | Potrero Ulbadina          |
| 15                        | Regina                    | 38                        | Don Bosco                 | 61                        | San Luis                  | 84                        | Kaita - La Victoria       |
| 16                        | Boquerón                  | 39                        | Chase Kue                 | 62                        | Espinillo                 | 85                        | San Antonio               |
| 17                        | Azucena                   | 40                        | Chirkaty                  | 63                        | Abuelita                  | 86                        | Acosta Ñu                 |
| 18                        | Fracción Mandyju          | 41                        | Volcán Kue                | 64                        | Ovando                    | 87                        | Calle San Francisco       |
| 19                        | Fracción Ciudadela        | 42                        | Piquete Kue               | 65                        | Zaro Caro                 | 88                        | Calle Don Bosco           |
| 20                        | Amanecer                  | 43                        | Costa Varela              | 66                        | Potrero Cué               | 89                        | Calle Santo Domingo       |
| 21                        | Coronel Poty              | 44                        | Karandayty                | 67                        | Tuyú Pucú                 | 90                        | Calle San Roque           |
| 22                        | Calle Hovy                | 45                        | Calle Bordenave           | 68                        | Ka’aguy Kupe              | 91                        | Calle San Isidro          |
| 23                        | La Floresta               | 46                        | Calle Takuruty            | 69                        | Aguapety                  | 92                        | Colonia Montanaro         |

## Economía

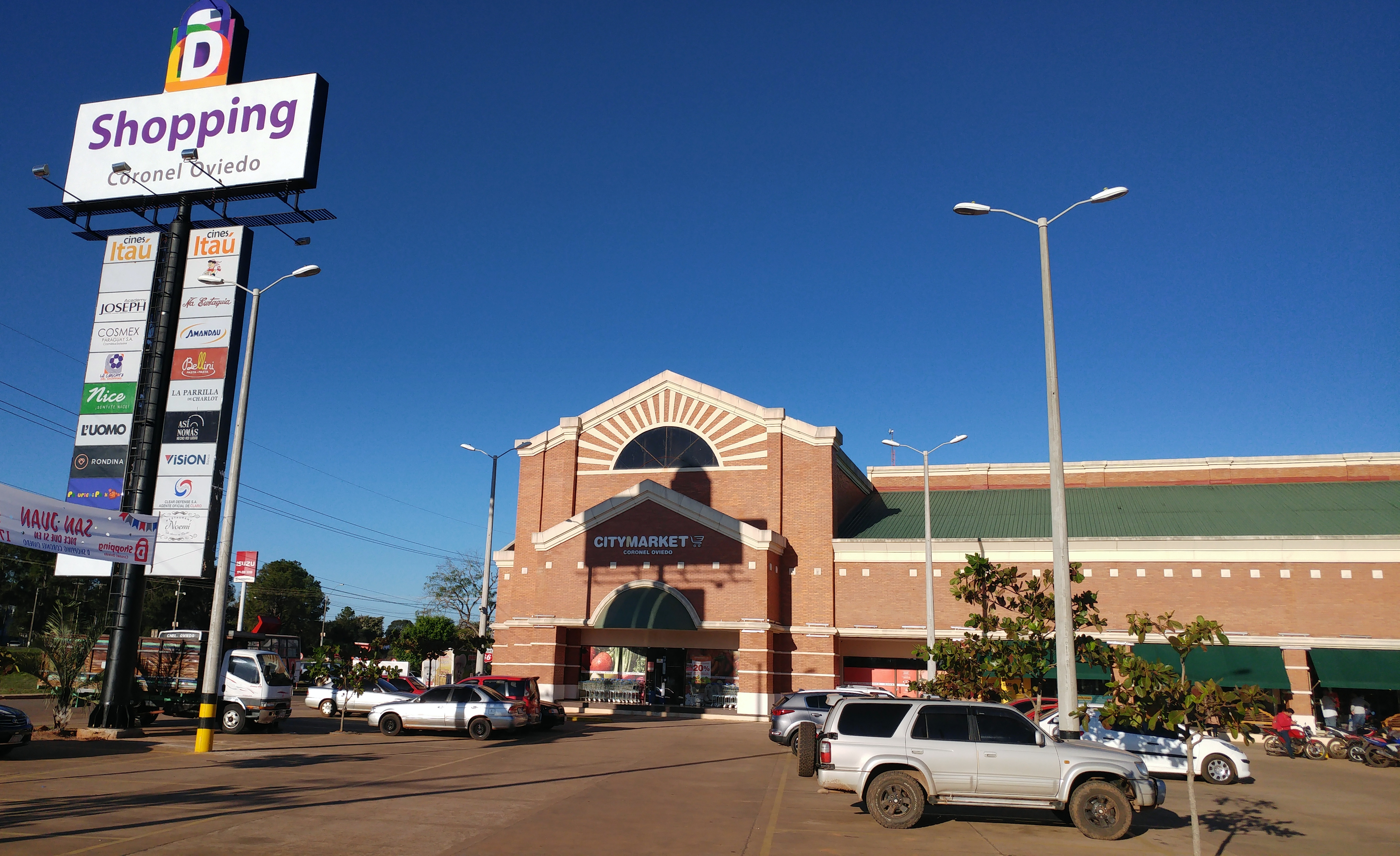
Shopping Coronel Oviedo.

### Industria, Comercio y Servicios
Cuenta con elementos positivos como fábricas de derivados de la madera y un desarrollo comercial floreciente. Además de todos los servicios educativos, de salud, comerciales y de servicios como banda pública, privada e inmobiliarias, requeridos en la actualidad.
Coronel Oviedo tiene la ubicación ideal para la centralización y traslado de servicios tales como mercados de abasto, depósitos de productos y oficinas para los servicios requeridos en el chaco paraguayo. Su ubicación preferencial permite acercar las ofertas y servicios con la brevedad y calidad de las exigencias del mercado, a los puertos de frontera y terminales de cualquier punto del país.
Con más de 4.500 pequeños comercios y prestadores de servicios se da movimiento a la economía del Municipio, generando miles de empleos directos e indirectos, Desmontadoras de algodón, aceiteras y el servicio eficiente y eficaz de las cooperativas, que permea y fortalece el sentido cooperativo entre los y las habitantes, ya que un alto porcentaje se encuentra asociado a las diversas cooperativas de la zona.
La descentralización del poder judicial permite que hoy la ciudad de Coronel Oviedo sea sede, con un moderno y céntrico edificio, de la Jurisdicción Judicial del Ministerio Público de los departamentos de Caaguazú y San Pedro, asegurando de esa forma una proximidad a los casos jurisdiccionales que acontezcan en la zona y permitiendo una ventana de seguridad jurídica a los inversionistas y productores para ir afianzando el desarrollo de la región.
Desde el año 2.003, Coronel Oviedo se está transformando en uno de los principales polos comerciales del país, debido sobre todo a la buena capacitación y preparación de sus habitantes, además de su excelente ubicación estratégica, que la convierte en el mejor sitio para la distribución de productos y servicios a nivel nacional.

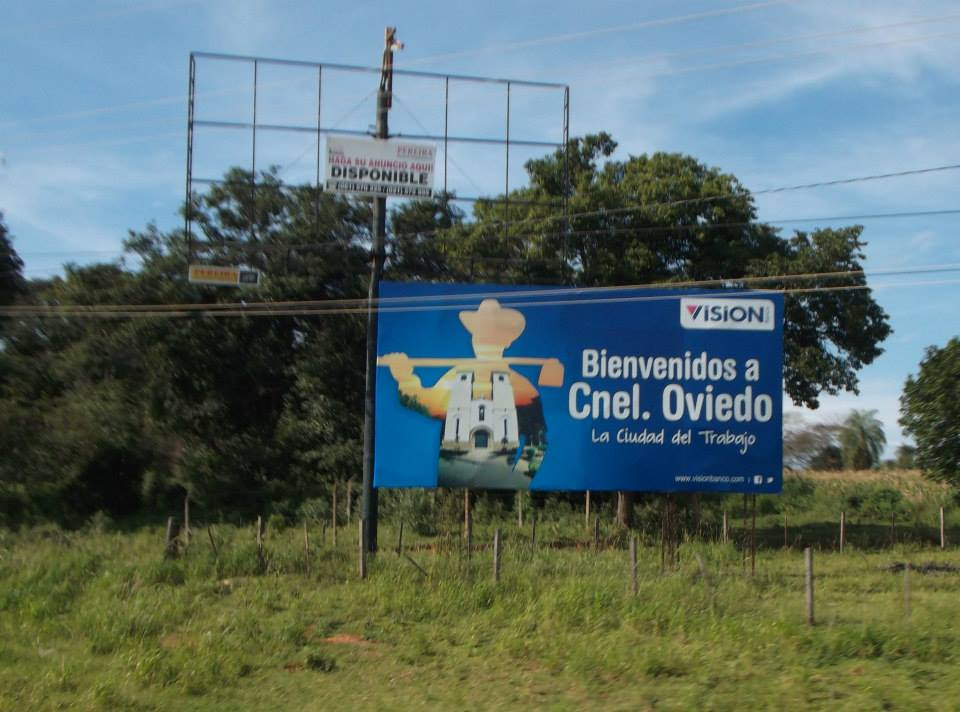
Acceso a Coronel Oviedo por la ruta PY02.

### Producción Agropecuaria
La vasta extensión territorial del municipio, la gran fertilidad del suelo y la buena topografía y su ubicación estratégica hacen que Coronel Oviedo tenga una vocación agropecuaria. Destacan la producción de horticultura y fruticultura como la naranja, frutilla, entre otras. También es destacable la producción pecuaria, porcina y la ejecución de microproyectos de piscicultura.
La administración municipal desarrolla, desde el año 2.000, trabajos de mejoramiento de los productos de subsistencia con productores, a través de la implementación de huertas orgánicas en los barrios y compañías.
Cabe destacar las capacidades instaladas existentes en cuestiones cooperativistas como la Cooperativa Universitaria y la Coopafiol, involucradas en la promoción, producción y comercialización de productos primarios, con más de 3.000 pequeños productores asociados, que implementan proyectos de mejoramiento de sus capacidades y productos.
También cuenta con el Instituto Agropecuario Salesiano "Carlos Pfannl" de reconocido prestigio nacional e internacional, donde cientos de jóvenes están siendo capacitados y preparados técnicamente para su incorporación al mercado agropecuario.

## Infraestructura

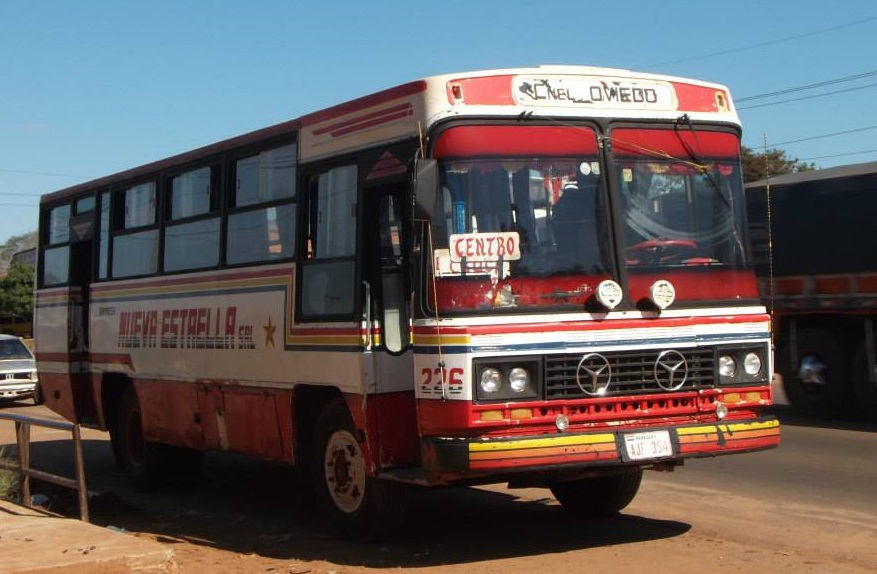
Colectivo urbano de Coronel Oviedo.

### Servicios públicos
La energía eléctrica está integrada a través de una subestación local de la Hidroeléctrica Itaipú. Empresas privadas cubren de manera eficiente los requerimientos de gas y combustibles.
Desde 1995 cuenta con el servicio de Bomberos Voluntarios con la fundación del Cuerpo de Bomberos Voluntarios de Coronel Oviedo, mientras que desde febrero del 2014 se cuentan con dos cuerpos de bomberos con cuarteles y elementos propios al servicio de la comunidad.
El servicio de agua potable es cubierto en un 75% mediante las acciones coordinadas con la ESSAP y con comisiones vecinales que cuentan con explotaciones de agua.
El servicio de Recolección de Residuos está cubierto en un 77%. El asfaltado de las calles es de buena calidad y cubre todo el centro comercial, y 4 avenidas alternativas o paralelas a la principal facilitando a la vez la circulación por diferentes calles, de manera a movilizarse con rapidez y seguridad.

### Transporte y accesos viales

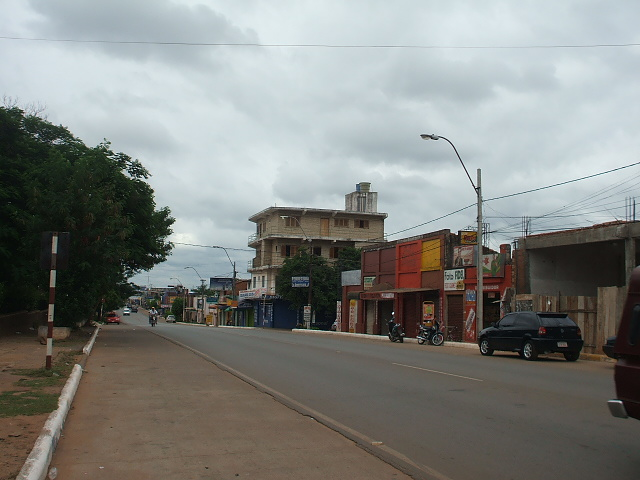
Ruta PY02 en Coronel Oviedo.

Es el nudo de las comunicaciones terrestres en la región Oriental. Las rutas que unen las dos principales zonas productivas del país – Asunción y Ciudad del Este – y la que viene del extremo norte, Concepción y San Pedro, se cruzan a la altura de esta ciudad. La capital ovetense representa uno de los vértices del llamado “triángulo de la producción”, que combina la pujante actividad agrícola del sur, el creciente y próspero comercio del este, la explotación forestal del centro de la región y el mercado más importante de la República del Paraguay: Asunción y su área metropolitana.
La Ruta PY02 la une con la capital del país Asunción y también la comunica con Ciudad del Este. La Ruta PY08 empalma al norte con la Ruta PY03 en Santaní, a través de la cual se puede llegar a Concepción o Pedro Juan Caballero, y al sur la comunica con los departamentos de Guairá, Caazapá e Itapúa.
Como la ciudad es el nudo de comunicación terrestre en la región oriental, posee el Aeropuerto de Coronel Oviedo que contribuye a la pujanza comercial y de servicio de la zona, con capacidad de llegada de aeronaves de menor porte. La IATA le otorgó el código aeroportuario de COV y la OACI el Código Aeronáutico de SGOV. 

## Cultura

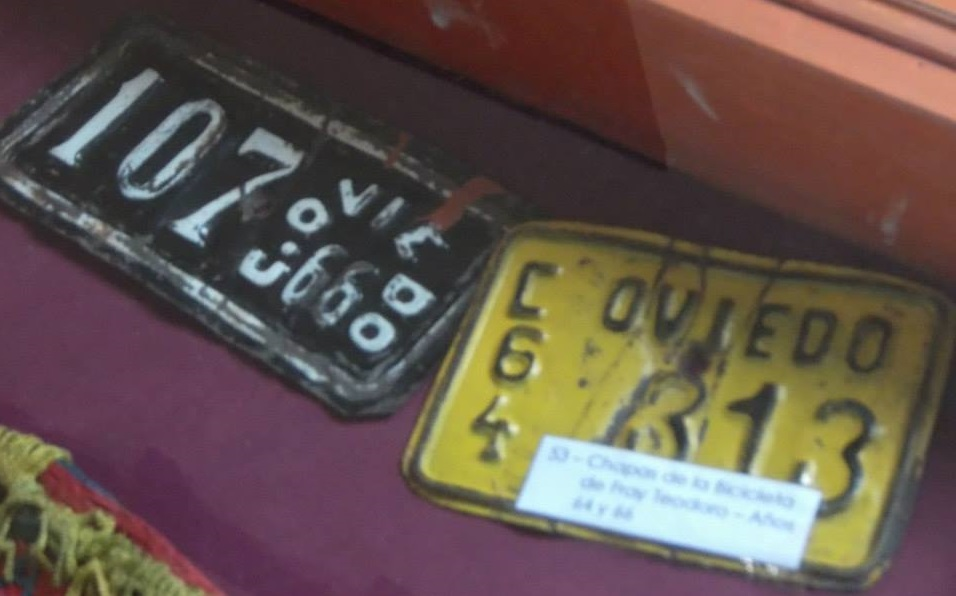
Antiguas placas de vehículos registrados en la ciudad (Casa de la Cultura de Coronel Oviedo).

El fomento del arte y la cultura constituye una de las principales acciones incentivadas por el municipio. A través de la Escuela de Artes y Oficios, de la escuela municipal de danza, los niños y adolescentes desarrollan sus cualidades y perfeccionan su arte, incentivando la imaginación. 
El desarrollo en el marco vial, sanitario, social, educativo y comercial que ha experimentado la ciudad desde el 2003 en adelante se hace bastante notable, dando testimonio del esfuerzo mancomunado de sus habitantes y autoridades.
Los proyectos de Educación, Desarrollo Cultural y Artístico como la Investigación Académica y Científica y el Deporte, forman parte viva de la vida en Coronel Oviedo.
Cuenta la ciudad con 4 museos, 3 de carácter histórico y 1 indigenista; y 7 bibliotecas (2 públicas y 5 privadas), de manera a posibilitar la investigación y la lectura de la población.

### Cine
Latas vacías es el primer largometraje de Coronel Oviedo. Fue grabado, bajo la dirección de Hérib Godoy, entre mediados de octubre del 2012 y finalizó el 12 de abril de 2014, en distintas locaciones de Coronel Oviedo, así como otros lugares del departamento de Caaguazú, como Estancia Tevikuary, Asentamiento Jualatin, Asentamiento 31 de Julio, Potrero kue, Vertedero Municipal de Coronel Oviedo, y Cementerio de Nueva Londres.
Cuenta con actores no profesionales, técnicos y músicos ovetenses. Narra sobre el mito de "plata yvyguy". Se estrenó en septiembre de 2014 en Asunción, a donde más de 500 ovetenses viajaron especialmente. La película se estrenó en Coronel Oviedo, el 10 de octubre de 2014, reabriendo una sala de cine en esa ciudad, después de más de tres décadas.
Latas vacías proviene de un proceso iniciado en 2003 en Coronel Oviedo, a través de la Sociedad Cultural, en que se realizaron varios cortometrajes como “Cosas raras” (2004), “Cruce Oviedo” (2005), “Retrato” (2005), “Guerra re” (2006), “Última parada” (2007), “El chasqui” (2009), “Cuentas” (2010) y “Pescadape” (2011), además del primer largometraje "Kamiseta Pyta'i" (2012), grabado en formato de video, sobre la Guerra de la Triple Alianza.
Desde el año 2005, la Sociedad Cultural organiza el Concurso Nacional de Cortometrajes, el de mayor continuidad de su tipo en Paraguay. Desde 2013, Hérib Godoy es Director de Cultura de la Gobernación de Caaguazú, que desde 2003 organiza la Feria Internacional del Libro "Caaguazú Lee".

### Deportes
El equipo de fútbol más popular de la ciudad de Coronel Oviedo es el Ovetense Fútbol Club, fundado el 5 de noviembre de 2015 y que juega en la Segunda División de Paraguay, la División Intermedia. Fue fundado sobre la base de los clubes de la Liga Ovetense de Fútbol cuya selección obtuvo el derecho de competir por primera vez en la Segunda División del fútbol paraguayo, luego de coronarse campeona de la Tercera División en la temporada 2015. Juega de local en el Estadio Ovetenses Unidos.

### Educación
Con una cobertura del 98% de escolarización, Coronel Oviedo prepara a los niños y niñas para un futuro muy promisorio. Con 32 escuelas y colegios, 5 instituciones de Capacitación Técnica y 8 Universidades (dos públicas y 6 privadas) la cobertura y permanencia educativa hace de Coronel Oviedo una de las ciudades con menor tasa de analfabetismo del país.
A inicios del año 2008 en el marco del proyecto de descentralización que se lleva a cabo en el Paraguay se produjo la apertura de la UNCA (Universidad Nacional del Caaguazú) con Sede principal en esta ciudad. Mediante la cual se intenta elevar aún más el nivel de educación de todos los habitantes de Coronel Oviedo.

### Música
Cuenta también con la Asociación Filarmónica Ovetense, de carácter privado, que incentiva el estudio de la música a través de un conservatorio y de una orquesta estable que es la Filarmónica Ovetense, que está en desarrollo actualmente con aproximadamente 40 integrantes, número que paulatinamente va en crecimiento a medida que se capacitan los alumnos del conservatorio, sus actividades se realizan en el Espacio Cultural GOBAU, estando la actividad musical dirigida por el maestro José Miguel Miranda y la asociación presidida por el señor Daniel Hong. En el año 2008 la orquesta obtuvo la distinción de la Municipalidad de Coronel Oviedo como Institución destacada del año, además de haber conseguido el primer premio en el pre Festival del Takuare'ê en el rubro de Orquestas Juveniles.
Entre las inversiones del ejecutivo municipal, las más destacadas son la recuperación de los espacios deportivos y recreativos: Stadium Municipal "El Cerrito" y el Centro Juvenil "Cristo Rey", donde se realizan frecuentes torneos de Futsal, Hándbol, Básquetbol, Vóleibol entre otras disciplinas; Las mejoras y restauraciones de las plazas públicas y parques, como la Plaza José Segundo Decoud, Plaza de los Héroes, de la Libertad, donde las familias ovetenses y las visitas de otras comunidades se incorporan a la vida de la ciudad con amistad pudiendo apreciar la belleza natural de esta ciudad; otra de las inversiones más destacadas es sin dudas el mejoramiento de caminos y embellecimiento de las calles y arterias de la ciudad.

## Medios de comunicación

### Radios AM
- Radio Caaguazú AM 640 kHz
- Radio Coronel Oviedo AM 1180 kHz

### Radios FM
- Radio Ara FM 96.9 MHz
- Radio Loor Góspel FM 89.5 MHz
- Radio Mundo Sol FM 91.9 MHz
- Radio América FM 95.3 MHz
- Radio Fuente de Agua Viva FM 96.1 MHz
- Radio Capital FM 101.7 MHz
- Radio MAS FM 102.3 MHz
- Radio Fiesta FM 102.9 MHz
- Radio Vive FM 104.3 MHz

### Televisión
- Canal 4 TVCSA
- Canal 5 TV MAX
- Canal 19 Tv Aire HD
- Tele Canal 50 HD
- Nexo Tv Py

### Diarios Digitales
- El Observador Digital
- Oviedo Press
- Prensa 5
- La Región Noticias
- InfoEnter Coronel Oviedo
- Fútbol Ovetense
- El Diario